# Masław (powieść)
Masław. Powieść z XI wieku – powieść historyczna Józefa Ignacego Kraszewskiego wydana po raz pierwszy w 1877 roku, należąca do cyklu Dzieje Polski.
Dedykowana emigracyjnemu historykowi Teodorowi Morawskiemu, pierwotnie ukazała się jako czwarty tom cyklu „Powieści historyczne”, publikowanego przez Spółkę Wydawniczą Księgarzy w Warszawie, i wraz z nim wznawiana; powtórne wydanie w 1896. Jeszcze w tej samej epoce przełożona na rosyjski i dwukrotnie wydana w Petersburgu (1903, 1915). W okresie międzywojennym trzykrotnie wyszła nakładem M. Arcta: w 1921, 1928 i w 1930 (edycja skrócona). Od 1948 ukazywała się w sukcesywnych wydaniach Ludowej Spółdzielni Wydawniczej (w ciągu pierwszego dziesięciolecia – 8 kolejnych wydań).

## Zarys fabuły
Akcja powieści toczy się w okresie anarchii, która spowodowała ucieczkę z kraju księcia Kazimierza, a którą wywołał bunt możnych, najazd czeski oraz wybuch wewnętrznych zamieszek społecznych. Na Mazowszu były wielmoża królewski Masław tworzy swe niezależne państwo, dodatkowo pogłębiając panujący bezład.
Bohaterowie powieści to tułająca się po Mazowszu grupka ocalałych z krwawego zamętu polskich rycerzy: władyka Lasota, bracia Wszebor i Mszczuj Doliwowie oraz młody dworzanin Bohdaś Toporczyk, do których dołączają żona i córka rycerza Spytka Leliwy wraz z oddanym sługą Sobkiem. Uciekając lasami przed pojmaniem przez najeźdźczych Czechów lub śmiercią z rąk zbuntowanego pospólstwa, ostatecznie znajdują schronienie w Olszowym Horodyszczu – jednym z nielicznych ocalałych gródków należącym do rycerza Beliny. Oblężeni tam wkrótce przez gromady z zbuntowanego chłopstwa, przeżywają dramatyczne chwile rozpaczliwie broniąc swego życia przed rzezią spodziewaną od zdziczałych tłumów. Uwalnia ich dopiero odsiecz w postaci przybyłych z księciem Kazimierzem oddziałów rycerzy, staczających zwycięską bitwę z wojskami Masława.
Z nadejściem wiosny oczekiwana walna bitwa przynosi rozstrzygnięcie, do kogo będzie należało panowanie nad krajem. Znajduje też swe pozytywne zakończenie towarzyszący dziejowym zdarzeniom wątek romansowy, miejscami wprowadzający w fabułę momenty humorystyczne.

## Cechy powieści

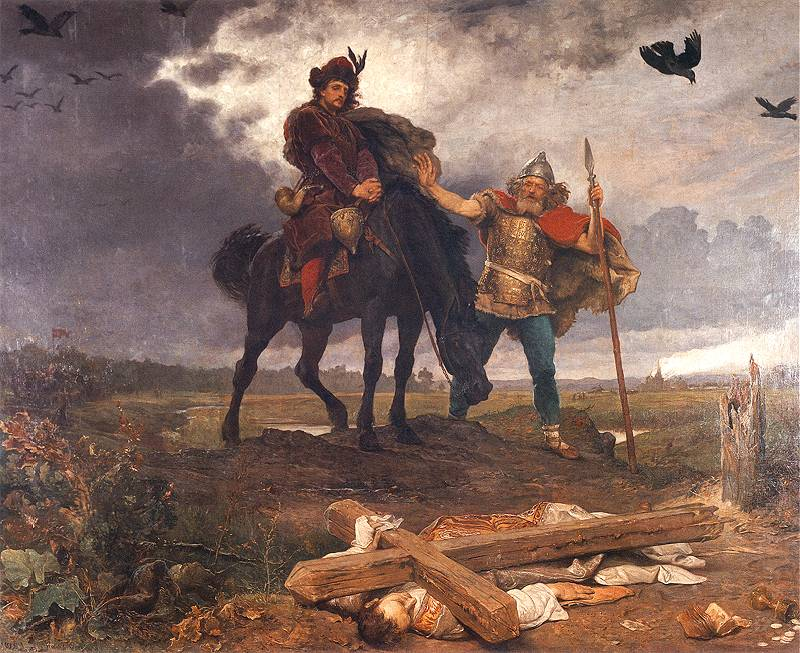
Powrót księcia Kazimierza do kraju w wizji Wojciecha Gersona (1887)

W twórczości Kraszewskiego Masław należy do pierwszych powieści jego cyklu historycznego, uchodzących za najciekawsze. Wobec skąpych przekazów źródłowych pisarz w znacznym stopniu zmuszony był dokonać własnego naświetlenia dość zawikłanych problemów historycznych związanych z tematyką omawianego okresu. Oparłszy ją na odpowiednio dostosowanym materiale historycznym, znany z wrażliwości na „krzywdę ludu”, tu jednak zajął względem niego mocno krytyczne stanowisko tradycjonalne, zapewne podsunięte przez uznane źródła historyczne (Kronika Galla Anonima).
Przedstawiając tylko fragment panowania Kazimierza Odnowiciela, autor skrócił kilkuletni okres opisywanych wydarzeń do kilku miesięcy, a ich miejsce ograniczył do okolic między Gdeczem a Płockiem, w ten sposób nadając fabule korzystną zwartość. Nastrój jej dodatkowo tworzy usytuowanie akcji pomiędzy ponurą, chłodną i chmurną jesienią a pogodną, ożywczą i niosącą nadzieję wiosną. Z kolei kształtując sensacyjność fabuły, zgodnie z potrzebami romantycznej mody spotęgował ją elementami niesamowitości, cudowności (jak cud nad polem bitwy wspomniany w rozdziale VII drugiego tomu), a nawet scenami makabrycznymi (np. scena tańca z udziałem wisielca, matki, wilków, wichru i księżyca w rozdz. VI tomu drugiego). W powieści wprowadził też wiele sytuacji opartych na silnych kontrastach wraz z nagromadzeniem scen ponurych i beznadziejnych, mnożących wokół bohaterów zagrożenia, zawsze kończące się jednak pomyślnie. Sam autor zajmuje tu pozycję obserwatora, z zewnątrz opisując bieg zdarzeń i występujące osoby, przy czym tworzy szereg postaci wprawdzie nie pogłębionych psychologicznie, ale plastycznie dość zarysowanych i żywych. Bohater tytułowy wcale nie jest głównym, skupiającym na sobie uwagę, gdyż przedmiotem powieści jest nie osoba a moment dziejowy; w wątku historycznym jednak postacie główne stanowią niewątpliwie dwaj przeciwnicy – Kazimierz i Masław. Przedstawienie odzyskanego przez naród księcia cechuje jednak konwencjonalizm wizerunku dobrotliwego władcy.
Dla zdynamizowania fabuły Kraszewski włączył do akcji powieści sceny batalistyczne i żywo opisane epizody wojenne (potyczki, podchody, działania obronne, wypady). W twórczych pomysłach widoczna jest różnorodność fabularnych chwytów, dostrzegalnych później w twórczości sienkiewiczowskiej (np. upodobnienie scen obrony Horodyszcza do obrony Zbaraża). Z tymi cechami Masław stanowi prawie klasyczny prototyp charakterystycznej dla XIX stulecia powieści historycznej.